# メンバーカラー
メンバーカラーは、主に芸能活動において特定のメンバーで活動を行うグループの個々のメンバーに定義づけられた、イメージカラーのことである。日本においてはアイドルグループがメンバーカラーを定めることが多い。

## カラーの実用例
これまで多かったのは衣装の色を識別手段とするする方法であり、遠距離の場合や、近くでもメンバーたちの髪型や顔が似ている状況などで、初見の人々を含めて容易な目印になる。
アイドルのみならず、メンバーカラーを採用するロックバンドも存在する（MALICE MIZER、ナイトメアなど）。1990年代のAURAはメンバー4人がさらに髪色ごと変えていた。
これと正反対に、個々の髪飾りなどの例はあったが、ハンドマイクのみをメンバーカラーにするグループも登場した。
逆にファンがライブや観覧などの場で、推し（担当）のカラーのアイテムを持ったり身に着けていることで、アイドル及び運営者側のみならず、ファン同士の間でも「誰のファンなのか」を瞬時に把握できる利点が生まれている。

## 戦隊モノの影響
遡ると演芸番組『笑点』（遅くとも1970年にまでに導入）における色紋付や、バラエティ番組『8時だョ!全員集合』における2パターンの半纏の存在はあるが、アイドル業界がメンバーカラーを用いるようになったのは特撮ドラマ「スーパー戦隊シリーズ」の影響が強いと言われることが多い。
メンバーをキャラクターごと色分けする風習を最初に作ったのは、1975年から2年間放映された特撮ドラマ『秘密戦隊ゴレンジャー』（テレビ朝日系列）であるとされるが、明瞭ではないものの同じ5色を用いたテレビアニメ『科学忍者隊ガッチャマン』（1972年）など、それ以前にも例はある。
東映専務（2011年12月当時）の鈴木武幸によると、特撮ドラマはそれから30年以上にわたり、マンネリ化しないように工夫を施してきたという。例えば、「ピンクだけど実質的なリーダー」（2000年に放送された『未来戦隊タイムレンジャー』）のように、キャラづけの部分で違いを見せたり、「ブルーの女性戦士」のように、色の持つ一般的なイメージを変えたりしているという。アイドル業界でもマンネリ化を防ぐ目的やメンバーの卒業によってメンバーカラーを変更することがある。

### 赤

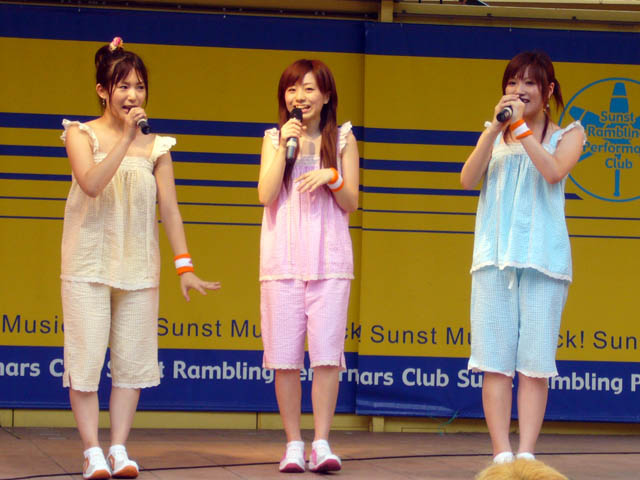
「黄・赤・青」でなく「黄・ピンク・水色」（MUH〜）

リーダーないしセンターポジションのメンバーは、赤色を担当することが多いという指摘もあるが、トリオに関してはそうでないこともある（古くは三人娘やシブがき隊の一時期など）。
戦隊モノの「赤」に関しては、スタントマンの坂本浩一は、子供が一番反応する色である可能性が高いことや（誘目性）、信号機の3色でも最重要な「止まれ」の色であること、赤を貴重とした単体ヒーロー（『仮面の忍者 赤影』『ウルトラシリーズ』『スパイダーマン』のほか赤いマフラー・マント・ブーツなどを着用した主人公）が既に登場していたことなどが、採用の原点ではないかと語っている。特撮ライターの秋田英夫は、日の丸を赤の象徴として挙げている。
逆に、3人組の特撮ドラマ『トリプルファイター』(1972年)では、レッドでなくグリーンファイターが主人公を務めた。

### 青
初代のアオレンジャー（『秘密戦隊ゴレンジャー』）からの系譜で、「2番手のイメージ」を持つ人が21世紀に入っても少なくない。
3人組では色の三原色と同じく、「赤・青・黄」の3色セットで採用されるのが王道だった。女性グループの衣装では「ピンク・水色・黄」や「赤・緑・黄」などのバリエーションも見られる。

### 黄
初代のキレンジャー（『秘密戦隊ゴレンジャー』）の印象と明るい色彩からか、クールなイメージは持たれて来なかったが、女性メンバーが担当する例も出てきた。
東映プロデューサーの大森敬仁によると、メンバーの中に黄色がいることによって、「全体の見た目の派手さ」が保てるという。

## メンバーカラーの意義

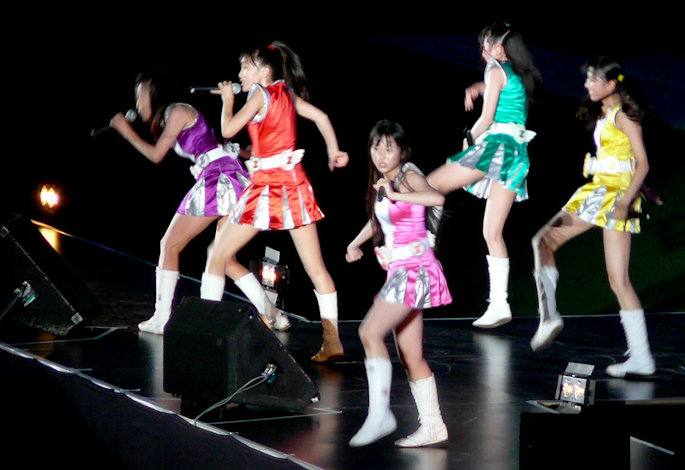
衣装の色分け（ももいろクローバーZ）
リーダーでセンターは百田夏菜子が務める

### ジャニーズ事務所所属のグループにおける色分け
ジャニーズ事務所所属グループにおける色分けは特撮ドラマとは目的がやや異なり、厳密なキャラ分けというよりは目印的な意味合いが強い。コンサート会場が巨大な彼らは、観客に見分けてもらう手段の1つとして衣装の色を活用している。また、厳密にいえばメンバーカラーの多くは事務所がアナウンスしておらず、固定の公式カラーでないものがほとんどである。しかし、演出上身につけた色が、そのままファンの間で事実上の公式化しているケースが少なくない。

### 女性アイドルにおける色分け
女性アイドルの中で色分けが明確なコンセプトとして施されている代表格は、ももいろクローバーZとPASSPO☆である。
これらのグループを手掛けたユニバーサル・ミュージック（2011年12月当時）の福田幹大は、「色分けの原点はスーパー戦隊物」と断言した上で、全国のショッピングモールなどで行われるイベントの際に、メンバーの名前を知らない一般客も「あのピンク」という共通認識を持てたり、アイドルたち自身も衣装替えがより正確かつ楽になったりするなどの利点を挙げている。

## メンバーカラーにまつわるイベント

### ライトアップ
2012年3月16日、フジテレビ系列の番組企画の一環として、東京タワーが嵐のメンバーそれぞれのメンバーカラーである青、赤、緑、黄色、紫の5色にライトアップされた。